# Šipovo
Šipovo (stari hrvatski naziv: Plivski Grad[nedostaje izvor]) je općina u zapadnom dijelu Bosne i Hercegovine. Administrativno pripada Republici Srpskoj.

## Zemljopis
Općina Šipovo je prvenstveno brdsko-planinsko područje ispresijecano dolinama Janja i Plive, kao i rječicama Sokočnicom, Lubovicom i Volaricom. Najniža točka nadmorske visine (ušće rijeke Janj u Plivu) iznosi 440 metara, a najvisa točka je vrh planine Vitorog (1905 m).
Ukupna površina općine iznosi 510 km². Od toga na šume, najvrijedniji resurs, otpada 22.000 ha ili 48 %, na livade i pašnjake oko 15.550 ha ili 33 %, na oranice i voćnjake oko 6500 ha ili 15 % i na neproduktivno zemljište 2000 ha ili oko 4 %. 
Najbliži gradovi su Jajce i Mrkonjić Grad koji su udaljeni oko 20 km, Banja Luka udaljena oko 80 km, a glavni grad Sarajevo je udaljeno oko 200 km.

## Povijest
U blizini Šipova nalazio se Soko Grad, središte Plivske župe. Vjerojatno nastao krajem prve polovine 13. stoljeća.

## Stanovništvo

### Popisi 1971. – 1991.
| Stanovništvo općine Šipovo |                  |                  |                  |
| godina popisa              | 1991.            | 1981.            | 1971.            |
| Srbi                       | 12.333 (79,16 %) | 12.844 (79,50 %) | 14.970 (83,00 %) |
| Muslimani                  | 2965 (19,03 %)   | 2831 (17,52 %)   | 2952 (16,36 %)   |
| Hrvati                     | 31 (0,19 %)      | 25 (0,15 %)      | 35 (0,19 %)      |
| Jugoslaveni                | 155 (0,99 %)     | 324 (2,00 %)     | 9 (0,04 %)       |
| ostali i nepoznato         | 95 (0,60 %)      | 130 (0,80 %)     | 69 (0,38 %)      |
| ukupno                     | 15.579           | 16.154           | 18.035           |

#### Šipovo (naseljeno mjesto), nacionalni sastav
| Šipovo             |                |                |               |
| godina popisa      | 1991.          | 1981.          | 1971.         |
| Srbi               | 3828 (74,04 %) | 2211 (62,47 %) | 659 (49,43 %) |
| Muslimani          | 1155 (22,34 %) | 1026 (28,99 %) | 621 (46,58 %) |
| Hrvati             | 14 (0,27 %)    | 16 (0,45 %)    | 24 (1,80 %)   |
| Jugoslaveni        | 117 (2,26 %)   | 239 (6,75 %)   | 3 (0,22 %)    |
| ostali i nepoznato | 56 (1,08 %)    | 47 (1,32 %)    | 26 (1,95 %)   |
| ukupno             | 5170           | 3539           | 1333          |

### Popis 2013.
| Stanovništvo općine Šipovo |                |
| godina popisa              | 2013.          |
| Srbi                       | 9576 (93,03 %) |
| Bošnjaci                   | 628 (6,10 %)   |
| Hrvati                     | 26 (0,25 %)    |
| ostali i nepoznato         | 63 (0,61 %)    |
| ukupno                     | 10.293         |

| Šipovo – naseljeno mjesto |                |
| godina popisa             | 2013.          |
| Srbi                      | 3571 (92,61 %) |
| Bošnjaci                  | 247 (6,41 %)   |
| Hrvati                    | 9 (0,23 %)     |
| ostali i nepoznato        | 29 (0,75 %)    |
| ukupno                    | 3856           |

## Naseljena mjesta
Općinu Šipovo sačinjavaju sljedeća naseljena mjesta :
Babići, 
Babin Do, 
Bešnjevo, 
Brdo, 
Brđani, 
Čifluk, 
Čuklić, 
Donji Mujdžići, 
Dragnić, 
Dragnić Podovi, 
Duljci, 
Đukići, 
Gorica, 
Gornji Mujdžići, 
Grbavica, 
Greda, 
Hasanbegovci, 
 Hotkovci, 
 Hrbine, 
Jusići, 
Kneževići, 
Kozila, 
Krčevine, 
Lipovača, 
Lubovo, 
Lužine, 
 Ljuša, 
Majevac, 
Močioci, 
Natpolje, 
 Odžak, 
Olići, 
Podobzir, 
Podosoje, 
Popuže, 
Pribelja, 
Pribeljci, 
Sarići, 
Sokolac, 
Stupna, 
Šipovo, 
Todorići, 
Vagan, 
Vodica, 
Volari i 
Vražić.
Naseljena mjesta Hasanbegovci, Hotkovci, Gapići, Hrbine, Odžak i Pribelja ranije su pripadala općini Glamoč koja je ušla u sastav Federacije BiH. Naseljeno mjesto Ljuša ranije je pripadalo općini Donji Vakuf koja je ušla u sastav Federacije BiH.

## Poznate osobe
- Simo Šolaja, narodni heroj iz 2. svjetskog rata.
- Nedjeljko Bajić Baja, pjevač

## Kultura
- Dani Šipova, kulturna manifestacija

## Vanjske poveznice
- Službene stranice općine Šipovo